# Afogados da Ingazeira
Afogados da Ingazeira (aparținând Pernambuco) este un oraș în Brazilia.